# Teuthroides
Teuthroides is een geslacht van rechtvleugeligen uit de familie sabelsprinkhanen (Tettigoniidae). De wetenschappelijke naam van dit geslacht is voor het eerst geldig gepubliceerd in 1905 door Bolívar.

## Soorten
Het geslacht Teuthroides  is monotypisch en omvat slechts de volgende soort:
- Teuthroides mimeticus (Bolívar, 1905)